# Bec de l'Orient
Le bec de l'Orient est un sommet faisant partie de la crête occidentale du massif du Vercors situé dans le département de l'Isère, en région Auvergne-Rhône-Alpes. Il culmine a 1 568 mètres d'altitude. Il se trouve entre le signal de Nave (1 609 mètres d'altitude) au sud, les rochers de la Clé (environ 1 500 mètres d'altitude) à l'est et surplombe le col de Montaud au nord-ouest. Ce sommet est largement visible depuis le Voironnais, jusqu’à la région de Saint-Marcellin en passant par les Terres froides. La crête occidentale où est situé le bec de l'Orient est composée de roches urgoniennes. Il forme un coude brutal sur cette crête vers l'est.
Comme de nombreux sommets du département (Grande Sure et Charmant Som en Chartreuse, Roc Cornafion dans le Vercors), il possède une croix en fer.

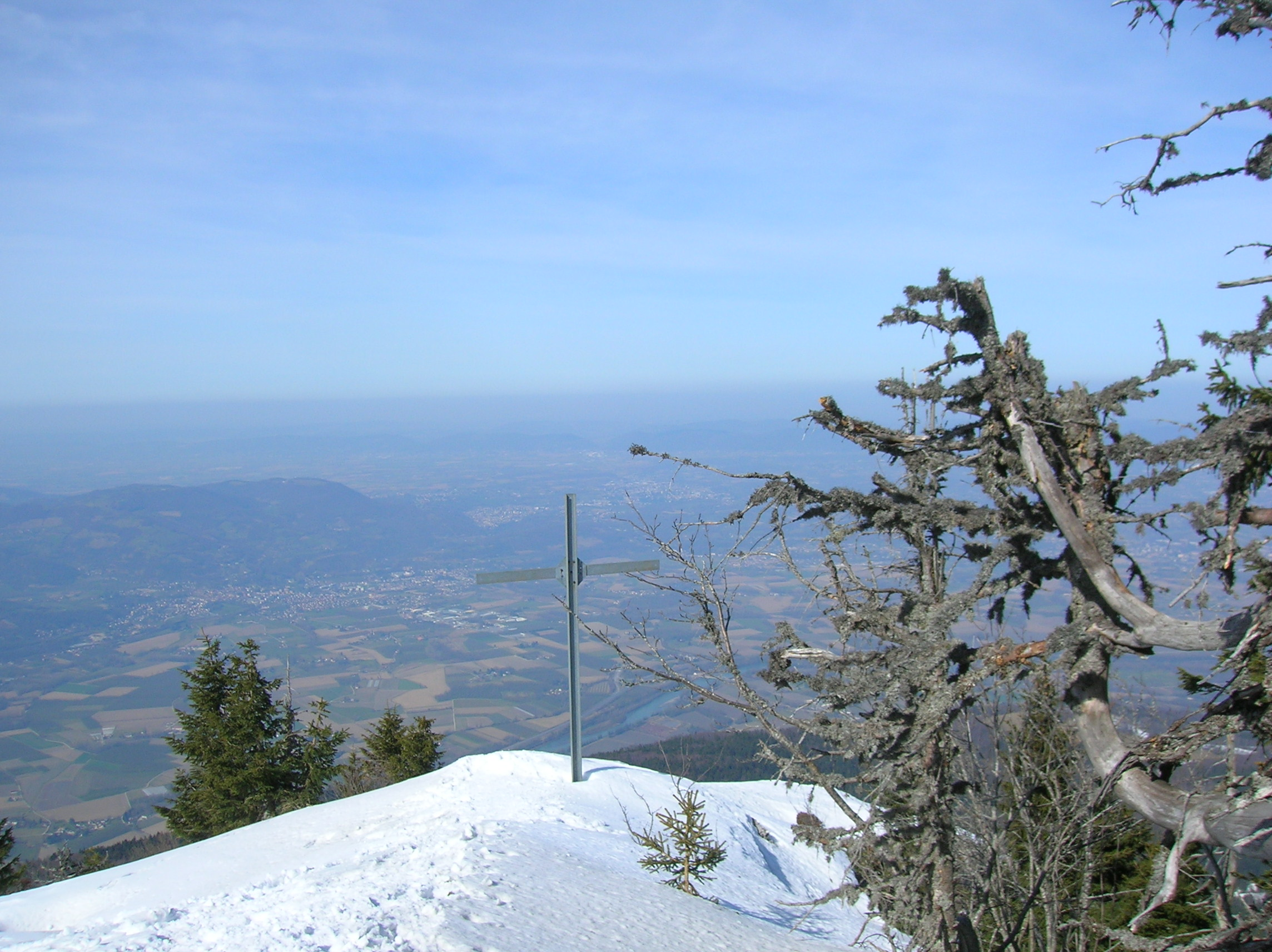
La croix du bec de l'Orient avec la vue sur le Nord-Isère.